# Deine Zeit ist um
Deine Zeit ist um (Originaltitel: Behold a Pale Horse) ist ein US-amerikanisch-französisches Filmdrama des Regisseurs Fred Zinnemann aus dem Jahr 1964. Der Film basiert auf dem Roman Komm nicht nach Pamplona (Killing a Mouse on Sunday, 1961) von Emeric Pressburger, der wiederum lose auf dem Leben des spanischen Anarchisten Francesc Sabaté Llopart basiert.

## Handlung
Zwanzig Jahre nach dem Ende des Spanischen Bürgerkriegs kommt der Junge Paco Dages aus San Martin in Spanien nach Pau, um dort einen Kampfgenossen seines kürzlich getöteten Vaters, den ehemaligen Guerillaführer Manuel Artiguez, zu überreden, nach San Martin zurückzukehren und den Guardia-Civil-Capitan Viñolas zu töten, der den Vater ermordet hat. Artiguez lehnt dies rundheraus ab, nimmt aber später wieder Kontakt zu Paco auf und befragt ihn über die örtlichen Verhältnisse, als er erfährt, dass seine Mutter Pilar im Krankenhaus von San Martin im Sterben liegt. Viñolas rechnet damit, dass Artiguez seine Mutter besuchen wird, und stellt ihm eine Falle, indem er das Krankenhaus unauffällig weiträumig umstellt. Die Falle steht bereit, doch die Mutter stirbt, ohne dass Artiguez aufgetaucht ist. Viñolas beschließt, den Tod Pilars geheim zu halten, und schickt seinen Informanten Carlos zu Artiguez, um ihn doch noch von einem Besuch zu überzeugen.
Gleichzeitig macht sich der Priester Francisco, der bei der Mutter am Sterbebett war, zu einer Pilgerfahrt nach Lourdes auf. Bei einem Aufenthalt des Zugs in Pau will er Artiguez eine Nachricht schicken, in der er – dem letzten Wunsch der Mutter folgend – ihm vom Tod seiner Mutter berichtet und ihn davor warnt, nach San Martin zu kommen. Bei dem Versuch, den Brief im Bahnhof aufzugeben, verpasst er die Weiterfahrt seines Zugs und beschließt, die Nachricht nun persönlich zu überbringen. In Artiguez’ Wohnung trifft er jedoch nur Paco an, der den ihm zur Weiterleitung anvertrauten Brief vernichtet, weil er möchte, dass Artiguez nach San Martin geht und dabei Viñolas tötet. Als Paco in Carlos einen von Viñolas Männern erkennt, warnt er jedoch Artiguez und erzählt ihm von dem Priester und seinem Brief. Dieser weiß nicht, wem er glauben soll.
Artiguez geht mit Paco und Carlos nach Lourdes, um den Priester zu treffen, doch der ist nicht da. Sie lassen Carlos gehen. Auf dem Rückweg nach Pau treffen sie auf den Priester, der Lourdes noch gar nicht erreicht hatte, und nehmen ihn mit ins Haus. Carlos kommt ebenfalls zum Haus, um seinen vergessenen Rucksack zu holen, sieht den Priester und flieht. Nach einer Diskussion mit dem Priester entschließt sich Artiguez nach San Martin zu gehen. Dort angekommen, bemerkt er einen Scharfschützen auf dem Dach des Krankenhauses, in dem seine Mutter gelegen hat. Er greift den Schützen an und tötet ihn. Er erschießt den Informanten Carlos, verwundet Viñolas, dringt ins Krankenhaus ein, tötet noch einige Guardisten und wird dann erschossen. In seinem Triumph fragt Viñolas sich, wieso Artiguez nach San Martin gekommen ist, wenn er doch wusste, dass seine Mutter bereits tot war. In diesem Moment sieht man die Leichen von Mutter und Sohn nebeneinander im Leichenschauhaus liegen.

## Hintergrund
Gedreht wurde der Film im Département Val-de-Marne, Frankreich. Die deutsche Erstaufführung war am 16. Oktober 1964.

## Kritiken
„Breit und häufig in Nebensächlichkeiten verzettelt, handelt Fred Zinnemann einen politisch aufgeladenen Konflikt unpolitisch ab“, meinte das Lexikon des internationalen Films.

## Synchronisation
| Rolle           | Darsteller         | Synchronsprecher  |
| --------------- | ------------------ | ----------------- |
| Manuel Artiguez | Gregory Peck       | Curt Ackermann    |
| Viñolas         | Anthony Quinn      | Gerhard Geisler   |
| Francisco       | Omar Sharif        | Reinhard Glemnitz |
| Carlos          | Raymond Pellegrin  | Wolfgang Hess     |
| Zaganar         | Christian Marquand | Manfred Andrae    |